# Bill Magarity
William John „Bill“ Magarity (* 18. Mai 1952 in Philadelphia) ist ein US-amerikanisch/schwedischer Basketballtrainer und ehemaliger -spieler. Er arbeitete unter anderem beim deutschen Bundesligisten Braunschweig und beim österreichischen Bundesligisten Wörthersee Piraten.

## Laufbahn

### Spieler
Magarity spielte Basketball an der Cardinal Dougherty High School in seiner Geburtsstadt Philadelphia und von 1971 bis 1975 an der University of Georgia. Anschließend wechselte der 1,98 Meter große Flügelspieler ins Profilager und spielte von 1983 bis 1993 für den schwedischen Erstligisten Södertälje BBK (von 1990 bis 1993 als Spielertrainer) sowie in der Saison 1993/94 für die Norrköping Dolphins (ebenfalls Schweden). Im Laufe seiner Spielerkarriere nahm Magarity die schwedische Staatsbürgerschaft an und wurde in die Nationalmannschaft des skandinavischen Landes berufen. Er bestritt 102 Länderspiele für Schweden. Als Spieler wurde er zudem fünfmal schwedischer Meister.

### Trainer
Nach Trainerstationen (teils als Spielertrainer) bei den schwedischen Erstligisten Södertälje (1990–1993) und Stockholm Capitals (1993–1995) wechselte Magarity nach Deutschland und hatte im Spieljahr 1995/96 den Trainerposten bei der TG Landshut in der Basketball-Bundesliga inne. Er ging zum Bundesliga-Konkurrenten Braunschweig und führte die Niedersachsen 1996/97 sowie 1997/98 in die Meisterrunde. Gleichzeitig gestaltete sich das Verhältnis zwischen Margarity und Teilen der Braunschweiger Mannschaft schwierig: Auf seine Veranlassung hin trennte sich Braunschweig in der Sommerpause 1998 von den Publikumslieblingen Scooter Barry und Douglas Spradley. Im März 1999 wurde Magarity in Braunschweig entlassen, kurz zuvor hatte Klubeigner Richard Hartwig ihm öffentlich unter anderem Mängel in der Mannschaftsführung vorgeworfen, zudem war es zum Zerwürfnis zwischen Magarity und Spielmacher Kenny Atkinson gekommen. Von 1999 bis 2001 trainierte er den schwedischen Klub Plannja Basket und führte die Mannschaft 2000 zum Titel des schwedischen Meisters, zwischen 2002 und 2004 arbeitete er als Trainer jeweils ein Jahr für die saudi-arabischen Vereine Ittihad und Al Ahli.
Im Laufe des Spieljahres 2004/05 trat er den Trainerposten beim österreichischen Bundesligisten Wörthersee Piraten an und blieb bis 2006 im Amt. Er führte die Piraten zweimal in die Meisterrunde. Von Dezember 2007 bis Saisonende 2007/08 saß er als Cheftrainer beim deutschen Zweitligaverein BV Chemnitz 99 auf der Bank. Zu Beginn der Saison 2008/09 trainierte Magarity für einige Monate den ukrainischen Superligisten BK Budiwelnyk Kiew, ab 2009 war er Sportdirektor bei Södertälje BBK, in der Saison 2012/13 leitete er in Schwedens erster Liga die Damenmannschaft von Telge Basketball an.

## Persönliches
Magarity lernte in Schweden seine Ehefrau Ann-Marie (genannt Ammi) kennen, die ebenfalls Basketball spielte und für Schwedens Nationalmannschaft auflief. Tochter Regan und Sohn Will traten in die Fußstapfen der Eltern und schlugen Leistungssportkarrieren im Basketball ein. Insgesamt hat Bill Magarity mit seiner Frau Ammi fünf Kinder.

## Auszeichnungen
1990 erhielt er die Auszeichnung als Sportler des Jahres in der Stadt Södertälje. 1990 und 1992 wurde er als Trainer des Jahres in Schwedens erster Liga ausgezeichnet.